# Betula alnoides
Betula alnoides — вид квіткових рослин з родини березових (Betulaceae). Росте у Гімалаях і Південно-Східній Азії.

## Біоморфологічна характеристика

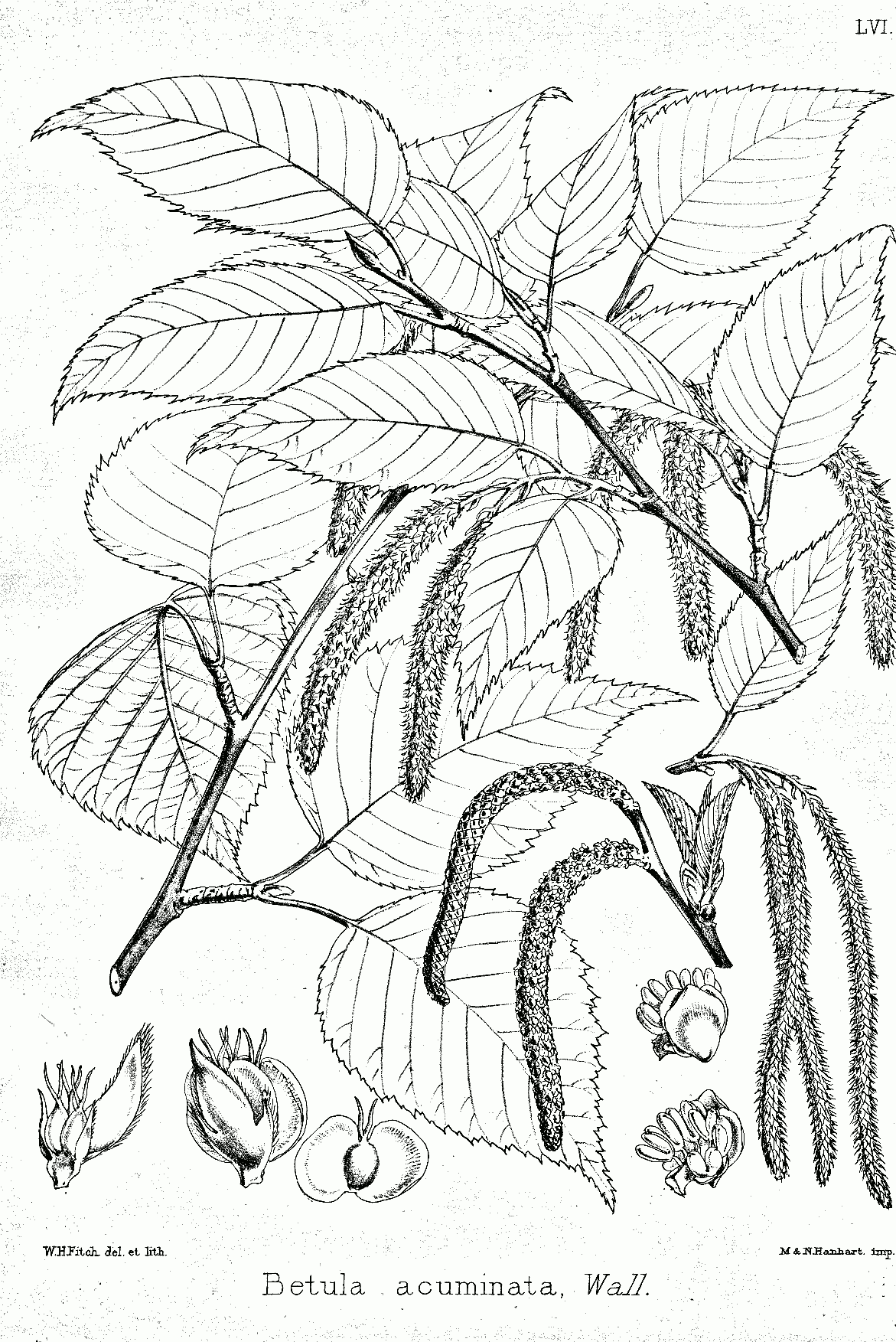

Це дерево до 30 метрів заввишки. Кора сіра, відшаровується. Гілочки густо біло ворсинчасті та смоляно залозисті. Листкова ніжка 1.5–3(4) см, щільно ворсинчаста і залозисто-точкова. Листова пластинка ланцетна, яйцювато-ланцетна або яйцювато-еліптична, 4–12 × 2.5–5.5 см; поверхні абаксіально (низ) щільно-залозисто-точкова, розріджено війчаста вздовж жилок; адаксіально (верх) гола; край неправильно загнутий, пилчастий; верхівка загострена чи хвостато-загострена. Жіночі суцвіття по 3–5 у китиці, пониклі, вузько-циліндричні, у зрілому віці 5–10 см × 4–6 мм. Горішок обернено-яйцеподібний, 1.5–2 мм, на верхівці слабо запушений, з перетинчастими крилами, ≈ 2–4 мм. 2n = 28.

## Поширення й екологія
Поширення: пн. Індія, Китай, Бутан, Лаос, М'янма, Непал, Таїланд, В'єтнам. Росте на висотах від 500 до 3000 метрів. Це компонент тропічних і субтропічних лісів, цей вид часто росте в лісах з дубами роду Lithocarpus і вільхою Alnus nepalensis поряд з такими трав’янистими рослинами субтропічної наземної флори, як бегонія та імбир. У Гімалаях цей вид є одним із головних елементів у помірних листяних хмарних лісах, де він пов’язаний із зеленим дубом, деодаром і сріблястою ялицею. У В’єтнамі він зустрічається розкидано у відновлених лісах у суміші з видами Calophyllum, Quercus, Machilus, Canarium, або на плантаціях у високогірних районах. Повідомляється також, що цей вид поводиться як основний колонізатор після таких порушень, як зсув або будівництво доріг. Він зазвичай зустрічається вздовж річок, де гравій був оголений повенями, і є відносно терпимим до ряду текстури та вологості ґрунту. Повідомлялося, що дерева в дикій природі поблизу Калімпонга, Західна Бенгалія, розвивають нові пагони в середині жовтня, зберігаючи старе листя. Тому цей вид, ймовірно, вічнозелений.

## Загрози й охорона
Немає великих загроз.

## Використання
Деревина тверда і груба, її можна використовувати для виготовлення меблів і шаф, а також для виготовлення домашнього посуду. Кору використовують як ліки. Кора тонка і паперова, тому її можна використовувати як заміну паперу. Ароматичні масла можна використовувати в шкіряній промисловості, а листя зрізають на корм. Це також священна рослина племені Чадар (Тагін) в Аруначал-Прадеш, Індія.